# Езерани
Езерани (на македонска литературна норма: Езерани) е село в община Ресен, Северна Македония.

## География
Селото e разположено на юг от град Ресен, в Преспанското поле.

## История
В XIX век Езерани е чисто българско село в Битолска кааза, Нахия Горна Преспа на Османската империя. Църквата „Свети Илия“ е от XIX век. В „Етнография на вилаетите Адрианопол, Монастир и Салоника“, издадена в Константинопол в 1878 година и отразяваща статистиката на населението от 1873 година, Езерни (Esérrni) е посочено като село с 25 домакинства и 70 жители българи.
Според статистиката на Васил Кънчов („Македония. Етнография и статистика“) от 1900 година Езерани има 240 жители, всички българи християни.
На Етнографската карта на Битолския вилает на Картографския институт в София от 1901 година Езерани е чисто българско село в Битолската каза на Битолския санджак с 55 къщи.
По време на Илинденското въстание селото е нападнато от турски аскер и е убит Мице Иванов.
В началото на XX век населението на селото е под върховенството на Българската екзархия. По данни на секретаря на екзархията Димитър Мишев („La Macédoine et sa Population Chrétienne“) през 1905 година в Езерени има 280 българи екзархисти и функционира българско училище.
При избухването на Балканската война в 1912 година 1 човек от селото е доброволец в Македоно-одринското опълчение. По време на войната в селото влизат сръбски части. На 14 ноември сръбските власти арестуват българския учител в Царев двор Никола Мильовски и свещеника Харалампи Георгиев, както и свещеника от Езерани Насте Пейчинов и ги заплашват с убийство, ако не се обявят за сърби. Когато българските първенци отказват, ги пребиват от бой и ги затварят. Най-жестоко е пребит Мильовски.
Според преброяването от 2002 година селото има 203 жители.
| Националност     | Всичко |
| северномакедонци | 203    |
| албанци          | 0      |
| турци            | 0      |
| цигани           | 0      |
| власи            | 0      |
| сърби            | 0      |
| бошняци          | 0      |
| други            | 0      |

## Личности
Родени в Езерани
- Кръсте Халев, български революционер, деец на Цариградския революционен комитет към 1901 година[11]
- Ристо Симо, българин, православен, арестуван преди април 1904 година, обвинен в „разбунтуване и присъединяване към българската бунтовническа организация“, осъден от Извънредния съд на 5 години каторга, лежал в Битолския затвор, амнистиран с общата амнистия от 12 април 1904 година[12]
- Ставре Христов, български революционер, македоно-одрински опълченец, Втора рота на Десета прилепска дружина[13]